# خزنة (مسلسل)
خزنة مسلسل تلفزيوني سعودي. بُث في رمضان 1410 هـ أبطاله مجموعة من الممثلين من المنطقة الشرقية منهم عبدالله الربيع وإبراهيم السويلم وعبد المحسن النمر، راشد الورثان، علي السبع وإبراهيم جبر ولطيفة المجرن وسعاد علي والوجة الجديد أماني محمد
يتحدث المسلسل عن تفاصيل حياة أسرة شرقاوية (نسبة إلى المنطقة الشرقية)، تعاني الفقر والجهل في مجتمع نقي لا يزال محافظاً على الطيبة والمحبة في كثير من شؤونه.